# 1673
1673 (MDCLXXIII) var ett normalår som började en söndag i den gregorianska kalendern och ett normalår som började en onsdag i den julianska kalendern.

## Händelser

### April
- 20 april – Kristine kyrka i östra Jönköping invigs.[1]

### December
- 3 december – Privilegierna från 18 oktober året innan bekräftas och därmed grundas järnbruket Galtströms bruk i Njurunda socken i Medelpad. Det blir landskapets första bruk och kommer att finnas kvar till 1916.[2]

### Okänt datum
- Karl XI rider eriksgata och kommer bland annat till Kalmar, vars förfallna slott måste rustas upp inför besöket.
- Juristen Gustaf Rosenhane gör en resa genom Hälsingland för att utrota trolldomen i trakten. Han genomskådar dock masshysterin och kommer längre fram i skrift att förklara den som ett fenomen med rötter i social oro och okunnighet bland allmogen.
- En fem år lång missväxtperiod börjar i Sverige.
- Paulis manufaktur, en av de första fabrikerna i Stockholm, grundas.

## Födda
- 28 april – Claude Gillot, fransk målare.
- 10 augusti – Johann Konrad Dippel, tysk läkare, teolog och alkemist.
- 28 augusti – Anders von Düben d.y., svensk kapellmästare, tonsättare och hovman.
- 14 november – Reinhold de Croll, svensk tonsättare, organist, klockspelare och hovkapellist.
- Louise Élisabeth de Joybert, politiskt aktiv guvernörsfru i Kanada.

## Avlidna
- 17 februari – Molière, 51, fransk teaterman.
- 15 mars – Salvator Rosa, 57, italiensk målare, poet och gravör under barocken.
- 8 juli – Johann Rudolph Ahle, 47, tysk tonsättare.
- 15 december – Margaret Cavendish, engelsk författare.

### Fotnoter
1. ↑  ”Årtal och händelser i Jönköping”. Arkiverad från originalet den 4 mars 2016. https://web.archive.org/web/20160304212124/http://maltell.se/historia/databas/search/kronologiviewmobil1600.php. Läst 9 december 2018.
2. ↑  ”Nationell arkivdatabas på Riksarkivet”. Arkiverad från originalet den 5 mars 2016. https://web.archive.org/web/20160305090515/http://nad.ra.se/archive_index.aspx?id=6306b0a4-a8f1-4a59-9fb2-10d7ddd497f1&s=Balder. Läst 12 september 2011.